# Kopřivná
Kopřivná (niem. Geppersdorf) – gmina w Czechach, w powiecie Šumperk, w kraju ołomunieckim. Według danych z dnia 1 stycznia 2012 liczyła 276 mieszkańców.
Dzieli się na dwie części:
- Kopřivná
- Lužná